# معادلات لاوي
معادلات لاوي (بالإنجليزية: Laue equations)‏، في علم البلورات وفيزياء الحالة الصلبة هي معادلات وشروط تصف سلوك الأشعة التي تعاني من حيود بعد سقوطها على بلورات المادة، سميت نسبةً إلى الفيزيائي الألماني ماكس فون لاوي، هذه المعادلات يمكن من خلالها الإستدلال على قانون براغ في الحيود.

## المعادلات
لتكن ({\displaystyle \mathbf {a} \,,\mathbf {b} \,,\mathbf {c} }) متجهات وحدة خلية أساسية للشبيكة البلورية ({\displaystyle L})، والتي ذراتها تتموضع عند نقاط تعطى بالعلاقة ({\displaystyle \mathbf {x} =p\,\mathbf {a} +q\,\mathbf {b} +r\,\mathbf {c} }) التي تمثل سلسلة خطية لأعداد صحيحة من مضاعفات متجهات الخلية الأساسية.
وليكن ({\displaystyle \mathbf {k} _{\mathrm {in} }}) متجة يمثل الحزمة الإبتدائية الساقطة على البلورة، و({\displaystyle \mathbf {k} _{\mathrm {out} }}) متجه يمثل الحزمة الخارجة المحادة من البلورة، الفرق بين المتجهين يسمى متجه الحيود أو متجة انتقال الموجة {\displaystyle \mathbf {k} _{\mathrm {out} }-\mathbf {k} _{\mathrm {in} }=\mathbf {\Delta k} }.
الشروط الثلاثة الأساسية التي يكون فيها لمتجه الحيود قيمة هي ما تسمى بمعادلات لاوي:
{\displaystyle {\begin{aligned}\mathbf {a} \cdot \mathbf {\Delta k} &=2\pi h\\\mathbf {b} \cdot \mathbf {\Delta k} &=2\pi k\\\mathbf {c} \cdot \mathbf {\Delta k} &=2\pi l\end{aligned}}}
يطلق على الأعداد ({\displaystyle h,k,l}) معاملات ميلر، ويجب أن تكون قيمها أعداداً صحيحة، كل قيمة من معاملات ميلر تحدد متجه حيود ({\displaystyle \mathbf {\Delta k} }) مختلف، مما يعني وجود مالا نهاية من متجهات الحيود التي تحقق معادلات لاوي، دمج هذه المتجهات معاً يعطي شكل الشبيكة المقلوبة لذلك النظام، وفق هذا الشرط فإن الحزمة المنفردة من الأشعة الساقطة على البلورة تحيد في عدد لا نهائي من الإتجاهات مع أن الحزم التي تحيد عند قيم عليا من معاملات ميلر تكون ضعيفة جداً ولايمكن رصدها.
يمكن من خلال أنماط الحيود الناتجة عند إستقبال الأشعة الخارجة من البلورة معرفة شكل الشبيكة المقلوبة، وبتطبيق هذه المعادلات يمكن تحديد نوع النظام البلوري للشبيكة الحقيقية بالإعتماد على الشبيكة المقلوبة، يسمى هذا بدراسة البلورات بالأشعة السينية.

## الإشتقاق الرياضي
يمكن التعبير عن حزمة الأشعة الساقطة والخارجة من البلورة بتعبير الموجات المستوية بالشكل التالي:
{\displaystyle {\begin{aligned}f_{\mathrm {in} }(t,\mathbf {x} )&=A_{\mathrm {in} }\cos(\omega \,t-\mathbf {k} _{\mathrm {in} }\cdot \mathbf {x} )\\f_{\mathrm {out} }(t,\mathbf {x} )&=A_{\mathrm {out} }\cos(\omega \,t-\mathbf {k} _{\mathrm {out} }\cdot \mathbf {x} )\end{aligned}}}
كلا الموجتان تنتشران في الفضاء بشكل مستقل، ما عدا عند نقاط الشبيكة حيث يحصل لهما حالة رنين مع إهتزازات الذرات، لهذا يجب أن يكون طورهما متوافق، مما يعني أن عند كل نقطة في الشبيكة يمكن إجراء مساواة للموجتين.
{\displaystyle \cos(\omega \,t-\mathbf {k} _{\mathrm {in} }\cdot \mathbf {x} )=\cos(\omega \,t-\mathbf {k} _{\mathrm {out} }\cdot \mathbf {x} )}
ولعدد صحيح ({\displaystyle n}) يعتمد على موقع النقطة ({\displaystyle \mathbf {x} })، تصبح العلاقة:
{\displaystyle \omega \,t-\mathbf {k} _{\mathrm {in} }\cdot \mathbf {x} =\omega \,t-\mathbf {k} _{\mathrm {out} }\cdot \mathbf {x} +2\pi n}
بعد التبسيط:
{\displaystyle \mathbf {\Delta k} \cdot \mathbf {x} =(\mathbf {k} _{\mathrm {out} }-\mathbf {k} _{\mathrm {in} })\cdot \mathbf {x} =2\pi n}
الآن، يكفي فقط التأكد من أن تحقق متجهات وحدة الخلية الأساسية العلاقة الأخيرة لإثباتها، وذلك لأن لأي نقطة أخرى في الشبيكة متجة بمركبات مساوية لمضاعفات صحيحة من المتجهات الأساسية:
{\displaystyle \mathbf {\Delta k} \cdot \mathbf {x} =\mathbf {\Delta k} \cdot (p\,\mathbf {a} +q\,\mathbf {b} +r\,\mathbf {c} )=p\,2\pi h+q\,2\pi k+r\,2\pi l=2\pi (hp+kq+lr)=2\pi n}
حيث أن ({\displaystyle n}) عدد صحيح يكافئ ({\displaystyle hp+kq+lr})، هذا يثبت بأنه في حالة تحقق معادلات لاوي فإن الموجتان الساقطة والمحادة عن البلورة ستكونان في نفس الطور عند كافة نقاط الشبيكة، هذا يعني أن ذرات الشبيكة التي تهتز نتيجة سقوط حزمة الأشعة عليها، ستكون في الوقت نفسه مصدر يبعث حزم من أشعة نحو الخارج.

## علاقتها مع قانون براغ

يظهر المخطط، علاقة متجه الموجة الساقطة على البلورة ، ومتجه الموجة الخارجة بعد تعرضها للحيود ، ومتجه الحيود ، الكرة الهندسة التي يساوي نصف قطرها متجه الموجة تسمى كرة إيوالد.

إذا كان ({\displaystyle \mathbf {G} =h\mathbf {A} +k\mathbf {B} +l\mathbf {C} }) متجه شبيكة مقلوبة، يمكن من خلال تعريف متجهات الشبيكة المقلوبة الأساسية التعبير عنه بالشكل:
{\displaystyle \mathbf {G} \cdot \mathbf {x} =\mathbf {G} \cdot (p\mathbf {a} +q\mathbf {b} +r\mathbf {c} )=2\pi (hp+kq+lr)=2\pi n}
حيث أن ({\displaystyle n}) هو عدد صحيح، ويلاحظ أن الناتج يساوي معادلة لاوي حيث أن ({\displaystyle \mathbf {\Delta k} =\mathbf {k} _{\mathrm {out} }-\mathbf {k} _{\mathrm {in} }=\mathbf {G} })، تسمى هذه العلاقة بشرط لاوي، ويمكن إعادة كتابته كما يلي:
{\displaystyle {\begin{aligned}\mathbf {G} &=\mathbf {k} _{\mathrm {out} }-\mathbf {k} _{\mathrm {in} }\\|\mathbf {k} _{\mathrm {in} }|^{2}&=|\mathbf {k} _{\mathrm {out} }-\mathbf {G} |^{2}\\|\mathbf {k} _{\mathrm {in} }|^{2}&=|\mathbf {k} _{\mathrm {out} }|^{2}-2\mathbf {k} _{\mathrm {out} }\cdot \mathbf {G} +|\mathbf {G} |^{2}\end{aligned}}}
على إعتبار أن الحيود مرن {\displaystyle |\mathbf {k} _{\mathrm {out} }|^{2}=|\mathbf {k} _{\mathrm {in} }|^{2}}، تصبح صيغة شرط لاوي بالشكل:
{\displaystyle 2\mathbf {k} _{\mathrm {out} }\cdot \mathbf {G} =|\mathbf {G} |^{2}}
شرط لاوي يمثل حفظ الزخم وهو حالة عامة جداً يدل على أن زخم البلورة يكون محفوظاً فقط عند متجه الشبيكة المقلوبة، بينما يدل شرط المرونة على حفظ طاقة الأشعة السينية وعدم إمتصاص البلورة لأي طاقة من الإشعاع.
هندسياً المعادلة الناتجة ({\displaystyle 2\mathbf {k} _{\mathrm {out} }\cdot \mathbf {G} =|\mathbf {G} |^{2}}) تمثل مستو، حيث أن المتجه ({\displaystyle \mathbf {G} }) يمثل العمود على مجموعة من مستويات في الفضاء المقلوب تنعكس عندها حزمة الأشعة الساقطة يطلق عليها مستويات براغ (منطقة بريليون)، وهذا يعني وجود مجموعة أخرى من مستويات براغ مقابلة في الفضاء الحقيقي.
تشكل المتجهات {\displaystyle {\displaystyle \mathbf {k} _{\mathrm {in} }}} و{\displaystyle {\displaystyle \mathbf {k} _{\mathrm {out} }}} و{\displaystyle \mathbf {G} } مع بعضها مثلث متساوي الساقين، يعني هذا أن الأشعة السينية الساقطة على هذا المستوي ستبدو وكأنها تعاني من إنعكاس بنفس زاوية السقوط ({\displaystyle \theta }) لذا ستكون الزاوية بين المتجهان ({\displaystyle \mathbf {k} _{\mathrm {out} }}) و({\displaystyle \mathbf {G} }) هي ({\displaystyle {\frac {\pi }{2}}-\theta }).
وبمعرفة أن ({\displaystyle |\mathbf {k} _{\mathrm {out} }|={\frac {2\pi }{\lambda }}})، و({\displaystyle |\mathbf {G} |={\frac {2{\pi }n}{d}}}) حيث أن ({\displaystyle \lambda }؛ الطول الموجي) و({\displaystyle d}؛ ثابت الشبيكة)، يمكن تعويضهم في المعادلة لينتج عنها قانون براغ للحيود، كما يلي:
{\displaystyle {\begin{aligned}&2\mathbf {k} _{\mathrm {out} }\cdot \mathbf {G} =|\mathbf {G} |^{2}\\&2|\mathbf {k} _{\mathrm {out} }||\mathbf {G} |\sin \theta =|\mathbf {G} |^{2}\\&2(2\pi /\lambda )(2\pi n/d)\sin \theta =(2\pi n/d)^{2}\\&2d\sin \theta =n\lambda \end{aligned}}}